# Эйваз
| Название                  | Пра- германское | Древне- английское |
| ------------------------- | --------------- | ------------------ |
| Название                  | *Ē2haz / *Ē2waz | Ēoh                |
| Название                  | «тис»           |                    |
| Форма                     | Старший футарк  | Футорк             |
| Форма                     |                 |                    |
| Unicode                   | ᛇ U+16C7        | ᛇ U+16C7           |
| Транслитерация            | ï               | ï                  |
| Транскрипция              | ï               | ï                  |
| МФА                       | [iː], [ç]?      | [iː], [x], [ç]     |
| Позиция в руническом ряду | 13              | 13                 |

Э́йваз, И́ваз или Э́йхваз (ᛇ) — тринадцатая руна старшего и англосаксонского футарков.
В старшем футарке может означать звук [æ] или дифтонг [eɪ].
Название означает вид деревьев - тис. Самые популярные реконструированные названия на прагерманском — *eihwaz и *iwaz, но так же есть *ēihwaz, *eiwaz, *ēiwaz, *īhaz,*ēhaz, *ēwaz, *īwaz, *æwaz.
В англосаксонском футарке называется Ēoh (Эох) (др.-англ. «тис») и имела два звуковых значения: согласную фонему [ç] и дифтонг [eo]. Так же от этой руны происходит руна Ēar (с др.-англ. буквально «земля») ᛠ, которая означает звук дифтонг [æɑ].
В качестве гласного звука Ēoh выступает в надписи jïslheard (ᛡᛇᛋᛚᚻᛠᚱᛞ) на руническом камне из Дувра. В качестве согласного звука Ēoh выступает в надписи almeïttig (ᚪᛚᛗᛖᛇᛏᛏᛁᚷ) на Рутвельском кресте.
Руну Эйваз не стоит путать с руной Соулу, которая может иметь сходное начертание, а также с руной Эваз, которая обозначает короткий звук [e] или длинный [ē]. В младшем футарке есть руна, называемая Yr («тис», «тисовый лук»). Однако она не связана с руной Эйваз ни по форме, ни по звуку и является, скорее, вариантом руны Альгиз.
За этой руной стоит образ Мирового Древа или тиса. Также она символизирует защиту благодаря вынужденной задержке, дополнительной проверке, "предстартовой подготовке" и работе над ошибками.

## Упоминание в рунических поэмах[1]
Англосаксонская руническая поэма
| Руна | Оригинал | Перевод |
| ---- | --- | --- |
| Ēoh  | Éoh biþ útan · unsméþe tréow, heard hrúsan fæst, · hierde fyres, wyrtruman underwreþed, · wynn on éþle.                                                           | Тис снаружи — грубое дерево, стоек в земле и крепок, хранитель огня, корнями укреплен — радость вотчины.                                                                     |
| Ēar  | Éar biþ egle · eorla gehwilcum þonne fæstlice · flæsce onginneþ hræw tó cólian · hrúsan ceosan blác to gebeddan · blédan gedréosaþ wynna gewítaþ · wera geswícaþ. | Земля (могильная) ужасна эорлам всем когда быстро плоть начинает — труп — остывать, землю выбирать чёрную в любовницы. Плоды опадают радость уходит, узы дружбы разрушаются. |